# Betty Everett
Betty Everett (Greenwood, 23 november 1939 – Beloit, 19 augustus 2001) was een Amerikaanse soulzangeres.
Ze werd geboren in Greenwood in de staat Mississippi. In haar jeugd leerde ze piano en zong ze gospelmuziek in de kerk. In 1957 ging ze naar Chicago om een muzikale carrière uit te bouwen. De doorbraak kwam er nadat ze in 1963 een contract tekende met het platenlabel Vee-Jay Records. In 1964 had ze een eerste hit met You're No Good, een nummer waarmee Linda Ronstadt later een nummer 1-hit zou hebben. Haar volgende single, The Shoop Shoop Song (It's in His Kiss), was haar grootste hit (en later, in 1990, ook een hit voor Cher). Andere hits van haar in de periode 1964-1966 waren I Can't Hear You, Getting Mighty Crowded en Let It Be Me, een duet met Jerry Butler.
Na het failliet van Vee-Jay in 1966 bracht Everett bij verschillende andere labels opnamen uit, maar zonder het succes van de eerste jaren te kunnen evenaren. Midden de jaren 1970 kwamen haar laatste singles uit. Later ging ze opnieuw voor de kerk werken en was ze ook actief voor de Rhythm & Blues Foundation.
Ze overleed in haar huis in Beloit in de Amerikaanse staat Wisconsin.
- Bibliothèque nationale de France: cb138937443 (data)
- Gemeinsame Normdatei: 134369351
- International Standard Name Identifier: 0000 0000 5514 976X
- Library of Congress Control Number: n94009686
- MusicBrainz: beab6f53-4534-49d9-87a2-d01c0211b366
- Nationale Bibliotheek van Tsjechië: xx0197355
- Nationale Bibliotheek van Polen: a0000003422180
- Nederlandse Thesaurus van Auteursnamen: 097459860
- Virtual International Authority File: 69115404
- WorldCat: E39PBJdRtQbCBRVw7MHJH3r8YP